# Tulsa Oilers (1928–1951)
Die Tulsa Oilers waren eine US-amerikanische Eishockeymannschaft in Tulsa, Oklahoma. Die Mannschaft spielte zwischen 1928 und 1951 unter anderem in der American Hockey Association.

## Geschichte
Das Franchise wurde 1928 als Expansionsteam der American Hockey Association gegründet. In den Spielzeiten 1928/29 und 1930/31 gewann die Mannschaft jeweils den Meistertitel der AHA. Die Saison 1932/33 begann die Mannschaft in Saint Paul, Minnesota, wo sie unter dem Namen St. Paul Greyhounds spielte. Zur zweiten Saisonhälfte kehrte das Team jedoch bereits wieder nach Tulsa zurück und nahm wieder die Bezeichnung Oilers an. Die Saison 1933/34 begann das Team als Tulsa Indians und beendete die Spielzeit erneut als Tulsa Oilers. Bis zur kriegsbedingten Auflösung der AHA im Anschluss an die Saison 1941/42 spielten die Oilers in der Liga. Nach dreijähriger Inaktivität wurden die Oilers reaktiviert, als 1945 die Nachfolgeliga der AHA, die United States Hockey League gegründet wurde. In dieser spielten sie bis zu deren Auflösung im Anschluss an die Saison 1950/51, ehe das Franchise endgültig aufgelöst wurde.